# Nguyễn Hữu Nghiêm
Nguyễn Hữu Nghiêm (chữ Hán: 阮有嚴, 1491 – tháng 1 năm 1525), người xã Thọ Khê (còn gọi là Phúc Khê, tên tục gọi là Làng Nét), huyện Đông Ngàn, phủ Từ Sơn, trấn Kinh Bắc (nay là thôn Thọ Khê, xã Đông Thọ, huyện Yên Phong, tỉnh Bắc Ninh), là thượng thư bộ Lễ, đỗ thám hoa khoa thi năm 1508 dưới triều Lê Uy Mục.

## Sự nghiệp
Năm 18 tuổi, Nguyễn Hữu Nghiêm đỗ Đệ nhất giáp Tiến sĩ cập đệ, đệ tam danh (tức thám hoa), khoa Mậu Thìn, niên hiệu Đoan Khánh thứ tư đời Lê Uy Mục (1508), cùng khoa với trạng nguyên Nguyễn Giản Thanh, bảng nhãn Hứa Tam Tỉnh.
Ông làm quan đến chức Thượng thư Bộ Lễ, Chưởng Hàn lâm viện sự. Năm 1522, khi Lê Chiêu Tông gặp loạn Mạc Đăng Dung chạy ra ngoài, ông đang giữ chức Phó đô ngự sử, nhận mật chiếu của vua cùng Đàm Thận Huy về Bắc Giang khởi binh, đánh quân Mạc ở bờ sông An Thường. Sau thế cô thua trận, ông phải rút quân về thành Bảo Thọ (huyện Yên Thế), tiếp tục bị thua. Sau đó, ông cùng con trai bị quân Mạc bắt đưa về Thăng Long rồi bị Mạc Đăng Dung dùng xe xé xác vào tháng 12 năm Ất Dậu (tức tháng 1 năm 1525).
Ông được truy phong là Tiết nghĩa Đại vương.

## Giai thoại
Năm Nhâm Thân thứ tư (1512) niên hiệu Hồng Thuận thời Lê Tương Dực, trời đại hạn. Nhà vua sai Nguyễn Hữu Nghiêm tới đến đền Phù Đổng (huyện Gia Lâm) làm lễ cầu đảo nhưng trời vẫn không mưa. Đến nửa đêm Nguyễn Hữu Nghiêm mộng thấy Thánh Gióng phán bảo: "Xã tắc đang lâm nạn chỉ có thần Quý Minh ở đền Hàm Sơn giữ một bầu nước, hãy đến đấy mà cầu tất linh ứng". Tỉnh dậy ông cùng đoàn tuỳ tùng đến ngay đền Hàm Sơn (tại làng Chờ Cả, huyện Yên Phong, tỉnh Bắc Ninh) mổ trâu cúng tế thần thì quả nhiên trời đổ mưa lớn.
Để tạ ơn, triều đình lễ tạ, ban cho đền Hàm Sơn 5000 viên gạch Rồng và chiếc trống cái (còn gọi là trống sấm). Đây là nơi duy nhất có trống sấm ở nước Đại Việt thời đó.

## Vinh danh và hậu duệ
Tên của Nguyễn Hữu Nghiêm được đặt cho một con đường ở thành phố Bắc Ninh. Ông được phối thờ tại nhà thờ họ tại làng Thọ khê (tên tục là làng Nét) (xã Đông Thọ, huyện Yên Phong, tỉnh Bắc Ninh).
Tiếp tục kế thừa truyền thống khoa bảng của các thế hệ trước, hiện nay con cháu gia tộc Nguyễn Hữu có nhiều người đỗ đạt như: Tiến sĩ Toán học Nguyễn Minh Tuấn (ĐH KHTN - ĐH QGHN), PGS.TS Nguyễn Trọng Do (Nguyên chủ nhiệm Khoa Quốc tế - ĐH QGHN), Nguyễn Ngọc Bích (Nhà sử học - Đại học Tổng hợp),...và nhiều người đỗ đạt hiển vinh.
Về sau, theo gia phả con cháu tập hợp lại và tiếp tục phát huy truyền thống của gia tộc.